# نورمن لین
نورمن لین (انگلیسی: Norman Lane; ۶ نوامبر ۱۹۱۹ – ۶ اوت ۲۰۱۴) قایقران کانو، و استاد دانشگاه اهل کانادا بود.